# 林炳章
林炳章（1875年—1923年），字惠亭，林则徐曾孙、陈宝琛之婿，晚清官員，福建省福州府侯官縣人。

## 生平
林氏世居福州府侯官縣宫巷（今福州市鼓樓區宫巷）。林炳章于光绪二十年（1894年）中进士，同年五月，改翰林院庶吉士。光緒二十四年四月，散館，授翰林院編修。奉命回闽考察宪政，协助陈宝琛办学，并任福建高等学堂监督、“去毒社”社长等職。他還曾任資政院議員。
中华民国初年，曾任福建军政府盐政监督、财政厅厅长、闽海关监督等。